# ブラジルチドメグサ
ブラジルチドメグサ (Hydrocotyle ranunculoides) は、ウコギ科チドメグサ属の植物。抽水植物、または湿生植物として生育する水草である。原産地は南北アメリカ大陸などであるが、各地に侵略的外来種として定着しており、日本では特定外来生物に指定されている。

## 特徴
多年草で、川辺や湿地に生える。茎は横に伸び、長さは1m以上になる。茎の節から数枚の葉や多数の根を生じる。葉は円心形で浅く5裂し、多肉質、長さは3-7cm。葉柄は7-35cm、根は最大約30cmまで伸びる。
花序は各節に1-3個つき、直径は約3mm。茎の断片はちぎれて散布されやすく、そこから栄養繁殖を行って旺盛に個体群を拡大する。
アマゾンチドメグサなどと形態的に非常に類似する。

## 分布
北アメリカ、南アメリカ原産。観賞用などとして輸入された個体が逸出して各地に分布を広げ、日本では特定外来生物に指定されている。またイギリスでも侵略的外来種として扱われている。ただし、もともと自生している北米の一部の地域では、絶滅が危惧される種として扱われている。
日本では熊本県の菊池川で初めて発見され、治水上の問題を引き起こすほか、大量に繁茂して水中に光が届かなくなり、生態系に影響をおよぼすため、除去作業が行われている。しかしちぎれた茎からも再生するため、除去には注意が必要とされる。